# Paasikiviplatsen

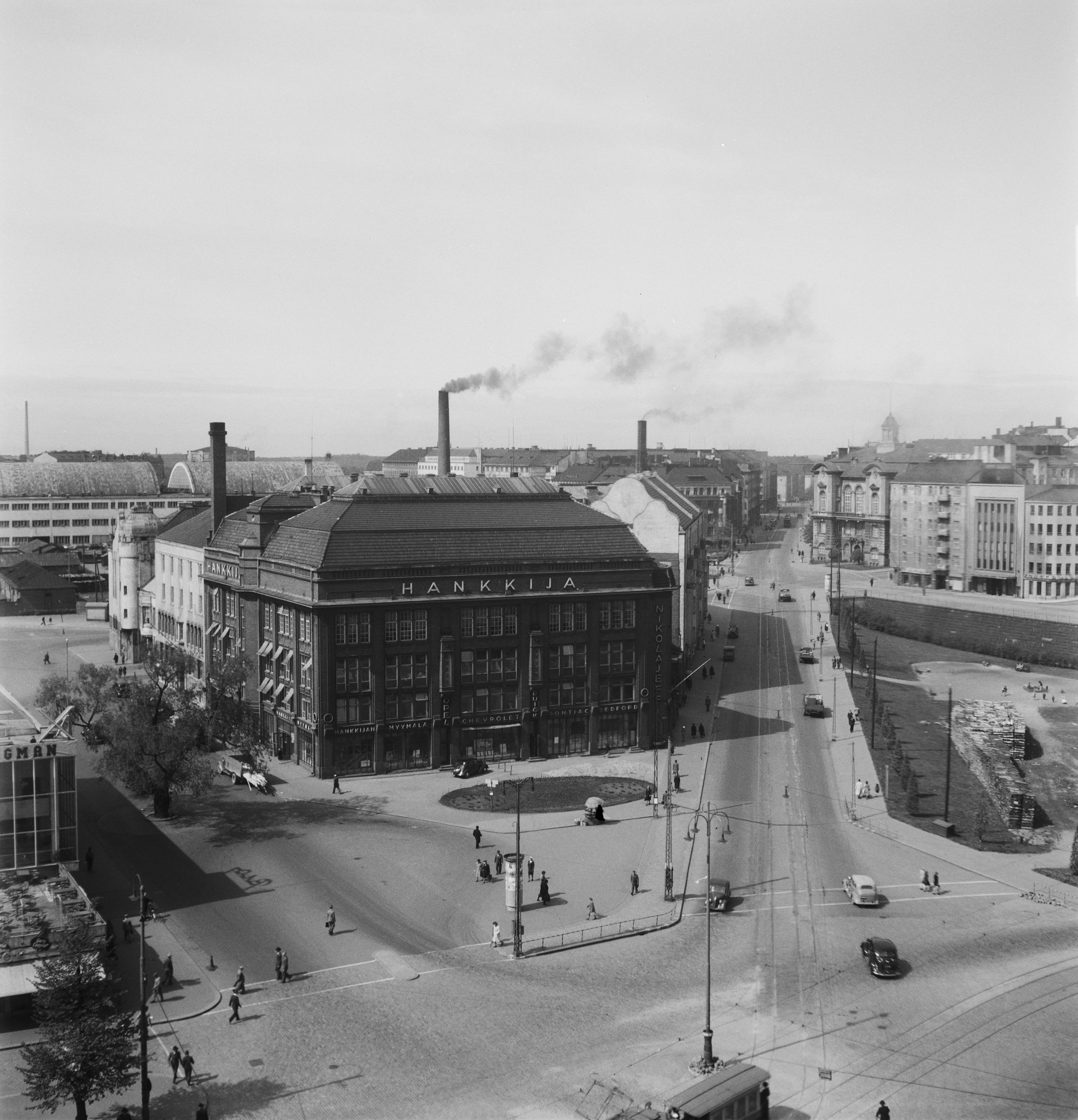
Arkadiaplatsen, sedd från Mannerheimvägen, med Salomonsgatan till vänster och Arkadiagatan till höger, 1947

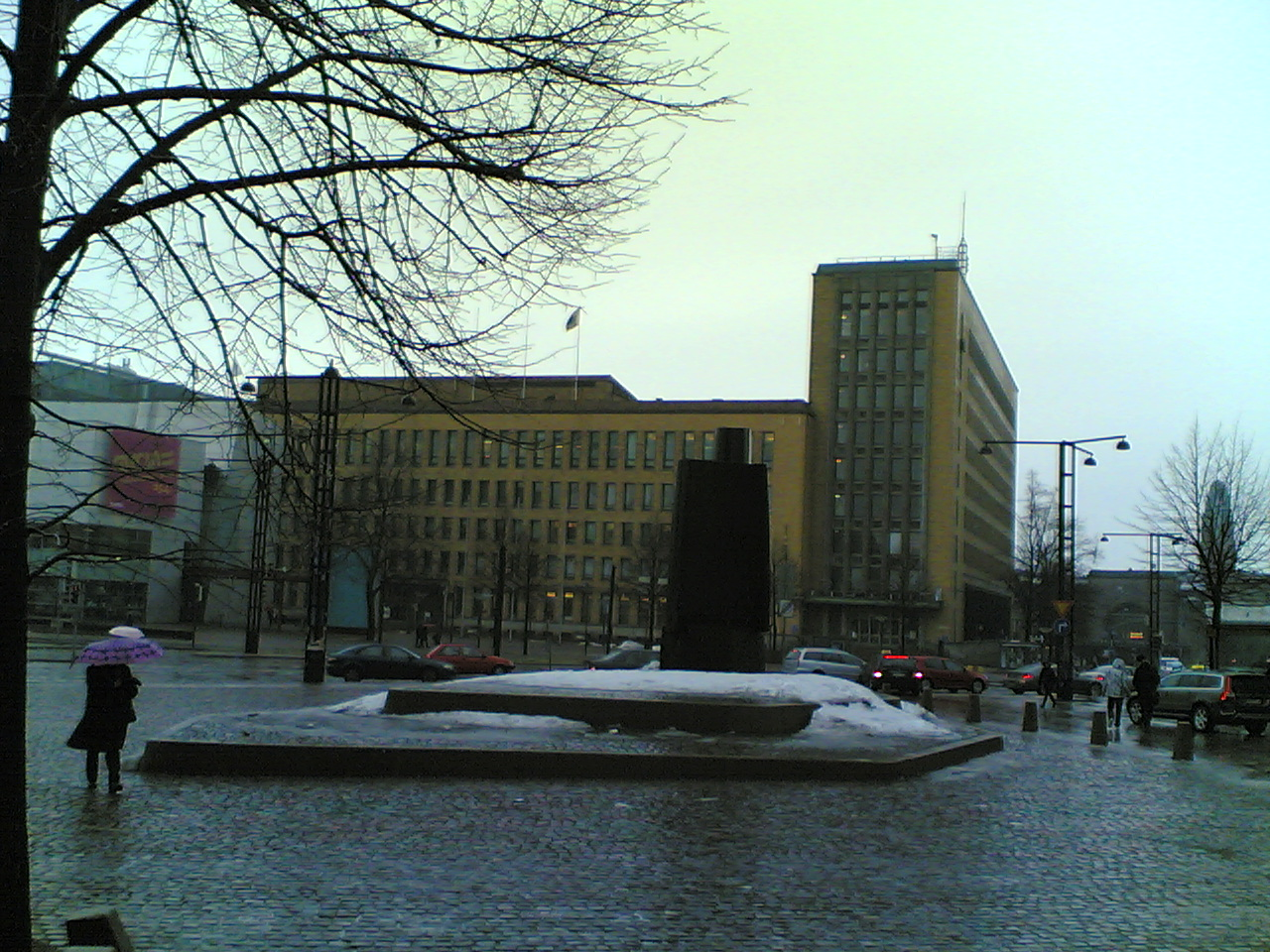
Paasikiviplatsen 2011, med Öst och väst av Harry Kivijärvi

Paasikiviplatsen, tidigare  Arkadiaplatsen (finska: Paasikiven aukio respektive Arkadian aukio) är ett torg  i stadsdelen Kampen i  Helsingfors, där Arkadiagatan och Salomonsgatan mynnar ut i Mannerheimvägen. Den ligger mittemot Mannerheimplatsen, Kiasma och Posthuset på andra sidan Mannerheimvägen.
På platsen låg tidigare Arkadiateatern, som hade flyttats dit från Esplanadparken 1861, när Nya teatern – nuvarande Svenska Teatern – skulle byggas. Arkadiateaterns byggnad användes fram till 1907, då det utdömdes, såldes på auktion och revs. På tomten lät Sergej Nikolajeff uppföra sitt "Bilpalats", senare känt som Hankkijahuset, som fungerade som huvudkontor för Keskuosuusliike Hankkija mellan 1918 och 1976. Framför Hankkijahuset, mot dåvarande Henriksgatan (nuvarande Mannerheimvägen), anlades ett litet torg.
På Arkadiaplatsen, omdöpt till Paasikiviplatsen, restes 1980 det 5,5 meter höga monumentet Öst och väst av Harry Kivijärvi. Denne fick första pris i en tävling om ett monument över Juho Kusti Paasikivi, som avtäcktes i samband med 110-årsjubileet av Paasikivis födelse. På skulpturens sockel är inristade Paasikivis ord: "All vishets begynnelse är att erkänna fakta" på svenska och finska. Skulpturen består av två svarta konvexa dioritblock, som står upprätta på ett fundament med tre avsatser. 

## Bildgalleri

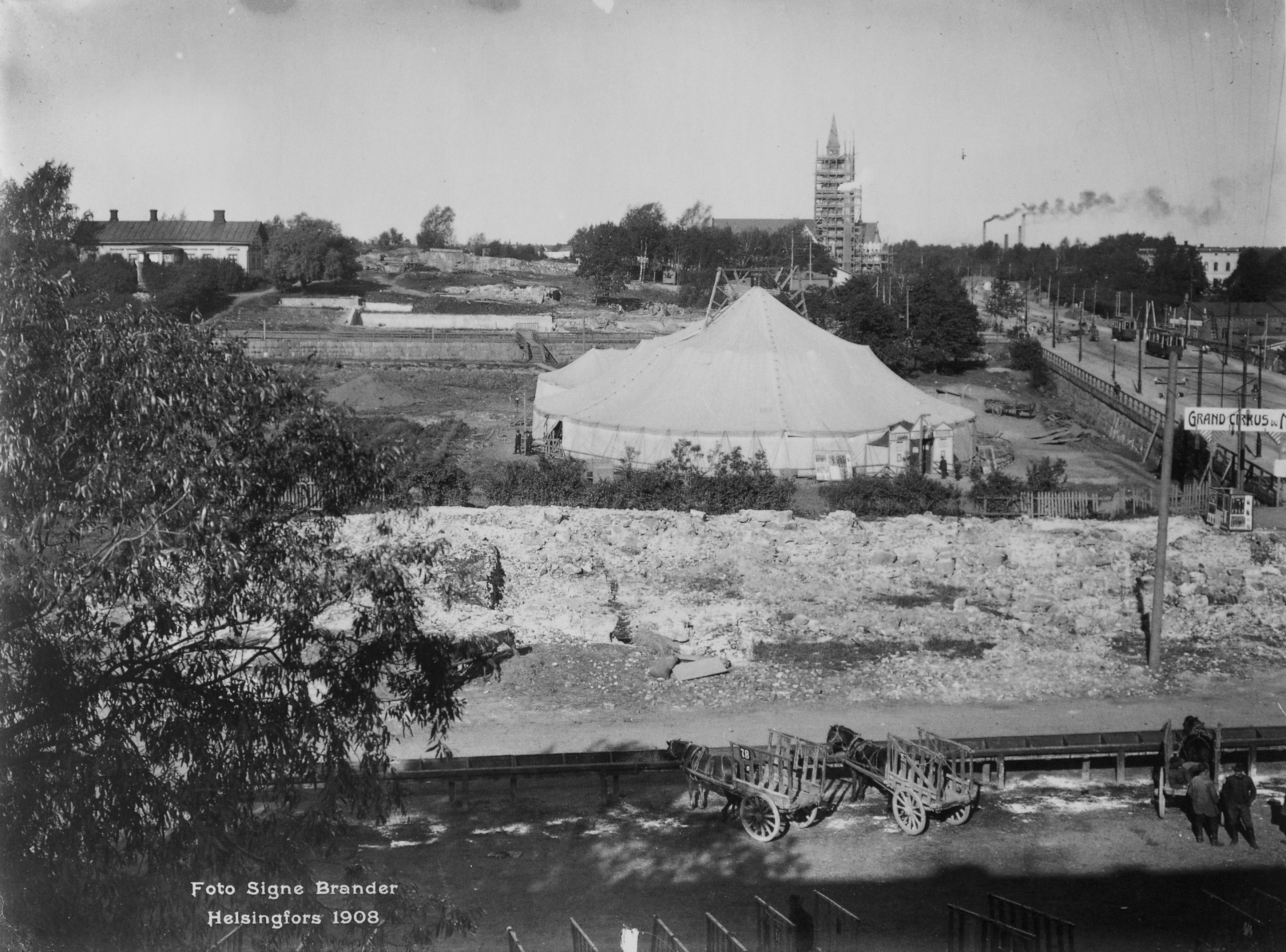
Arkadiaplatsen före anläggandet med resterna av Arkadiateatern. På tomten bakom, där Lilla parlamentet ligger idag, står Grand Cirkus du Nordins cirkustält, 1908. De rykande skorstenarna tillhör Tölö sockerbruk. Foto: Signe Brander.
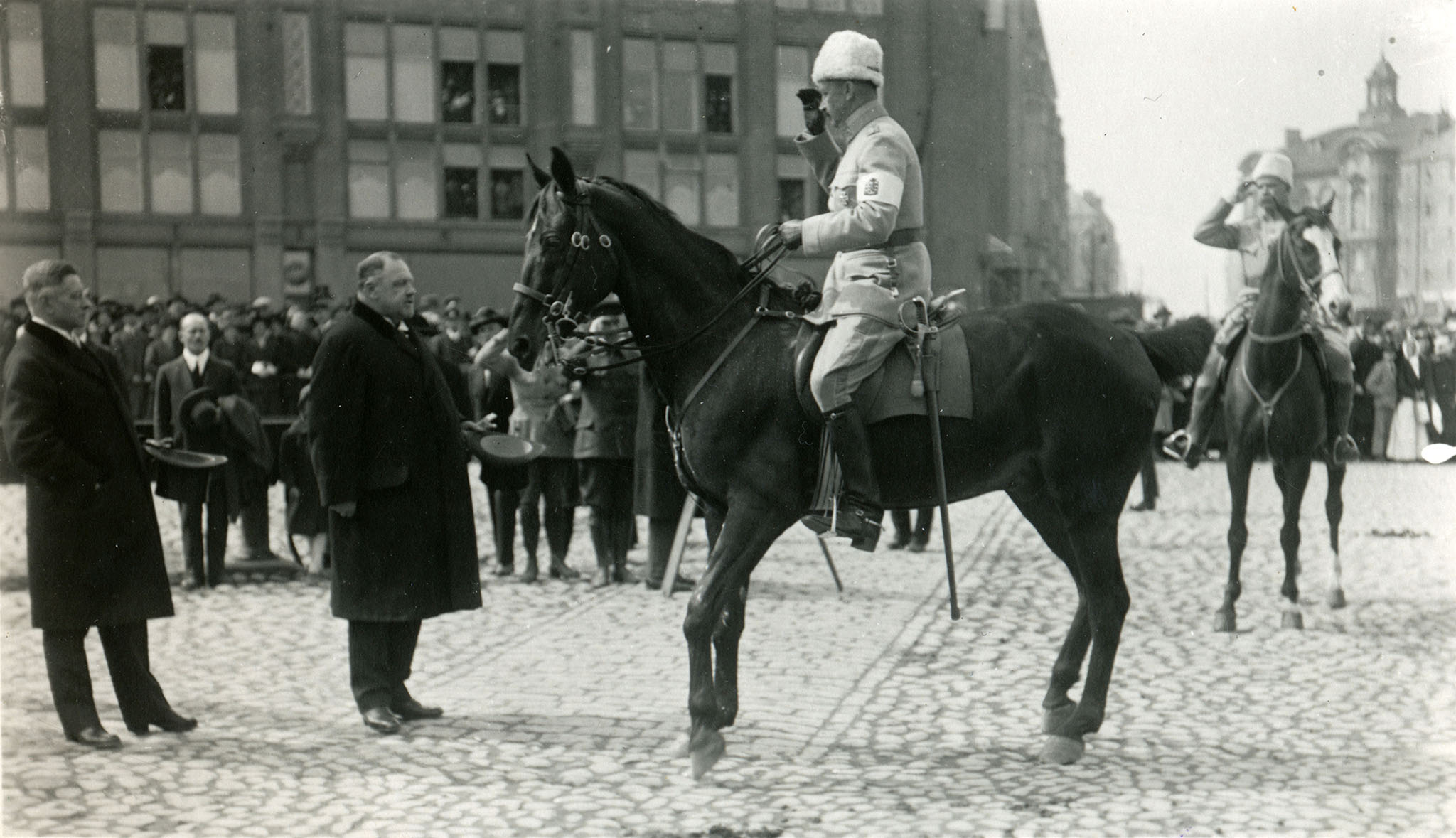
Borgmästaren Johannes von Haartman och Gustav Mannerheim vid den vita arméns intåg i Helsingfors den 16 maj 1918, på dåvarande Arkadiaplatsen
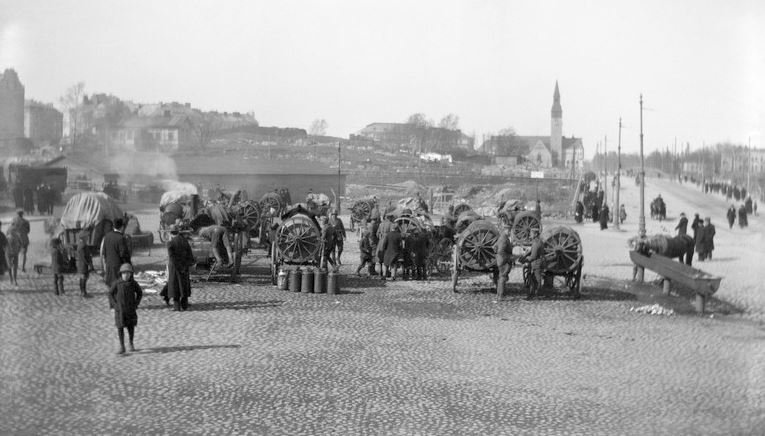
Tyska Östersjödivisionens fältkök på Arkadiaplatsen den 13 april 1918
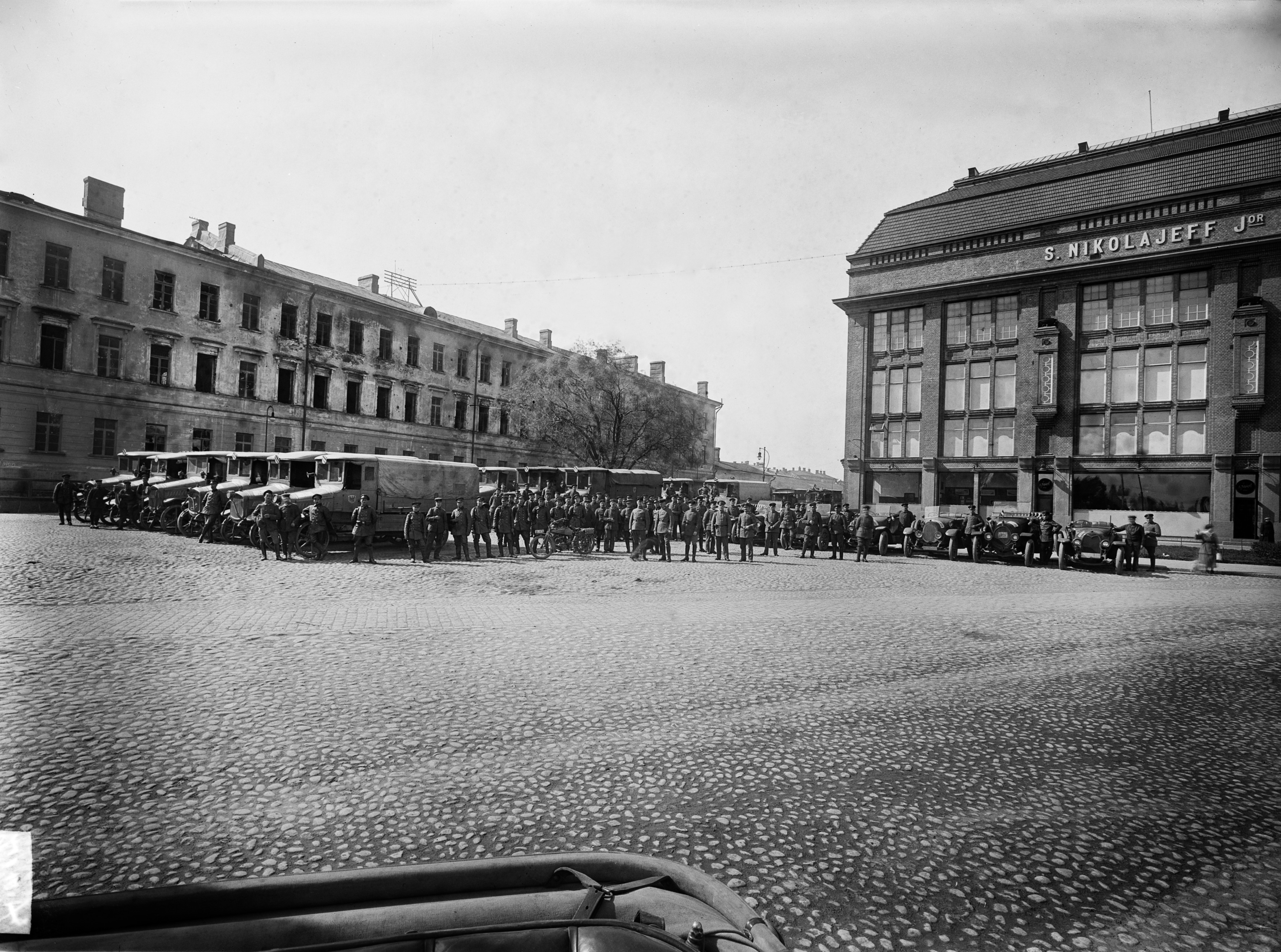
Tyskt bilkompani, 1918
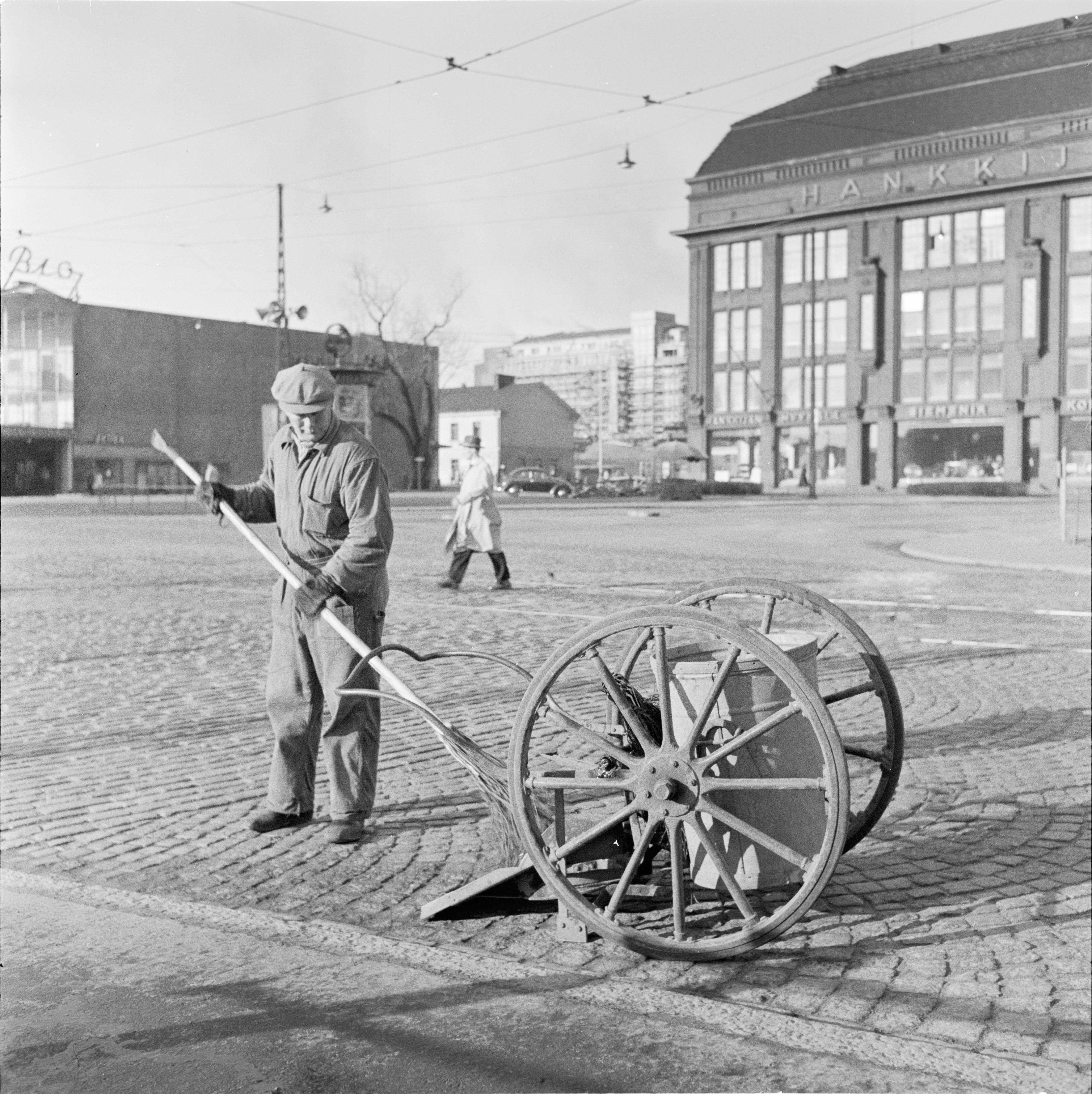
Gatsopare, 1955
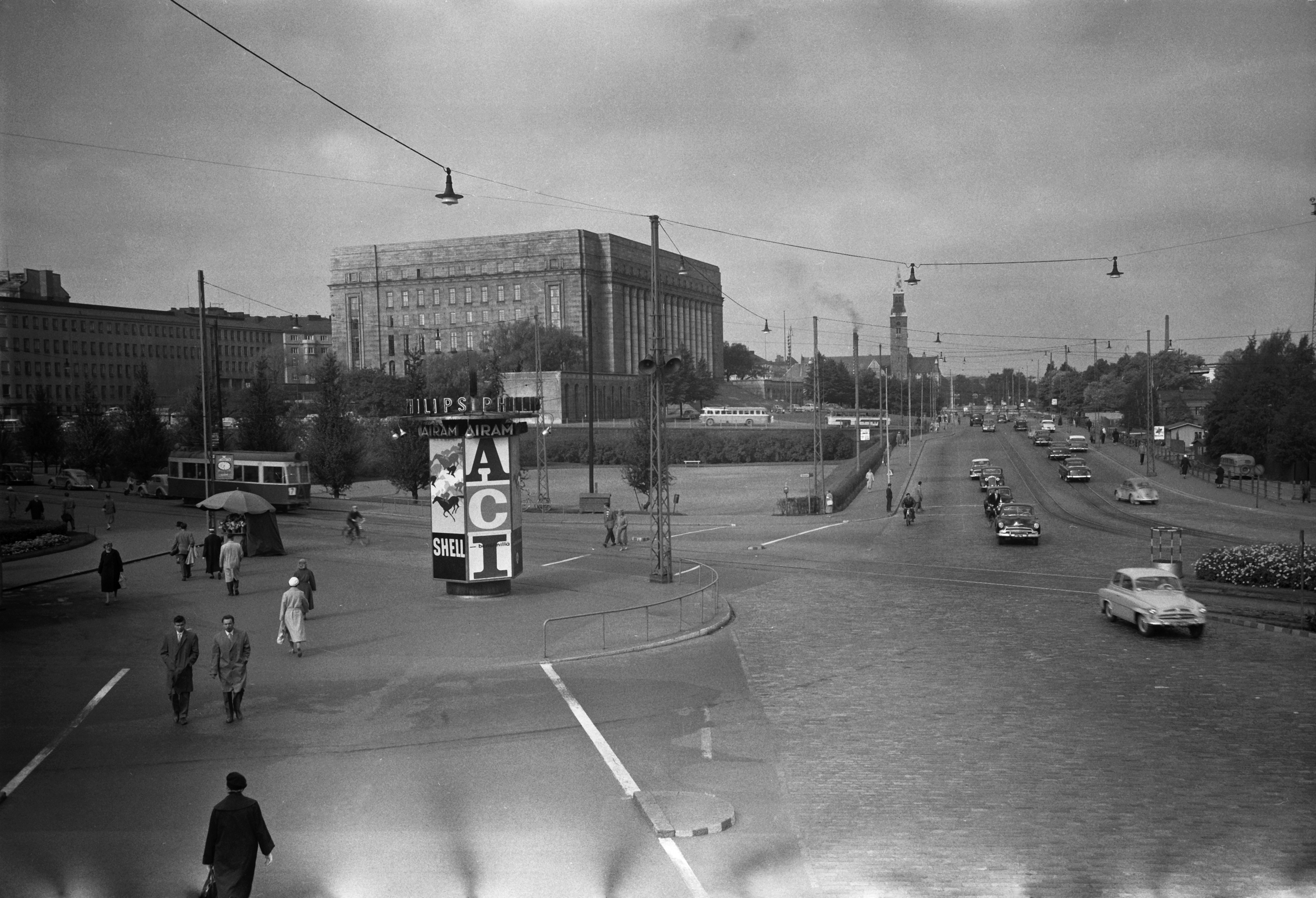
Paasikiviplatsen, med Riksdagshuset i bakgrunden, 1958. Spårvagnen på dåvarande linje 7 är på väg uppför Arkadiagatan, där linjerna 1 och 2 går idag. Foto: Constantin Grünberg.
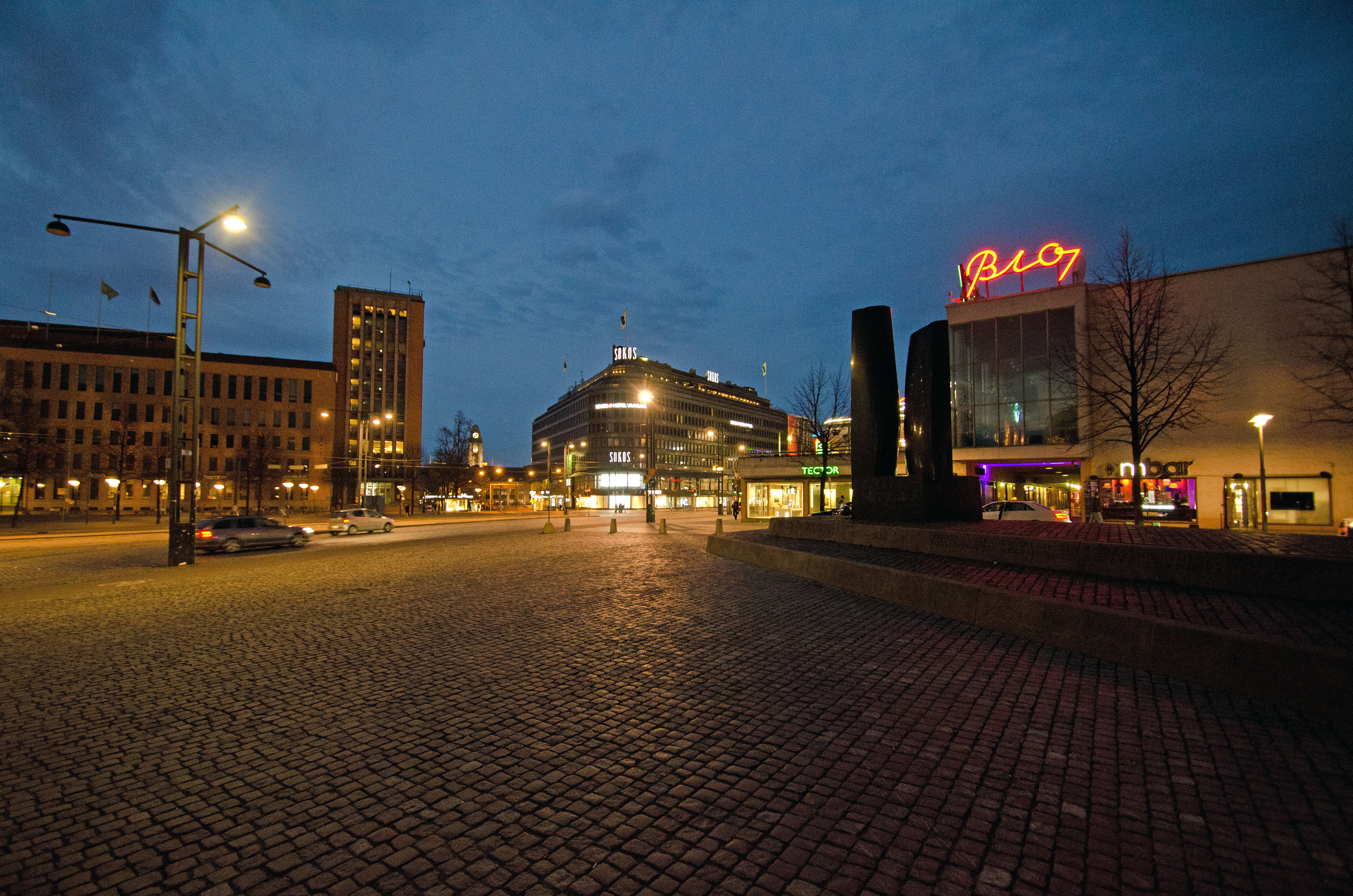
Paasikiviplatsen mot Mannerheimplatsen, Sokos-huset och Glaspalatset med Bio Rex, 2013
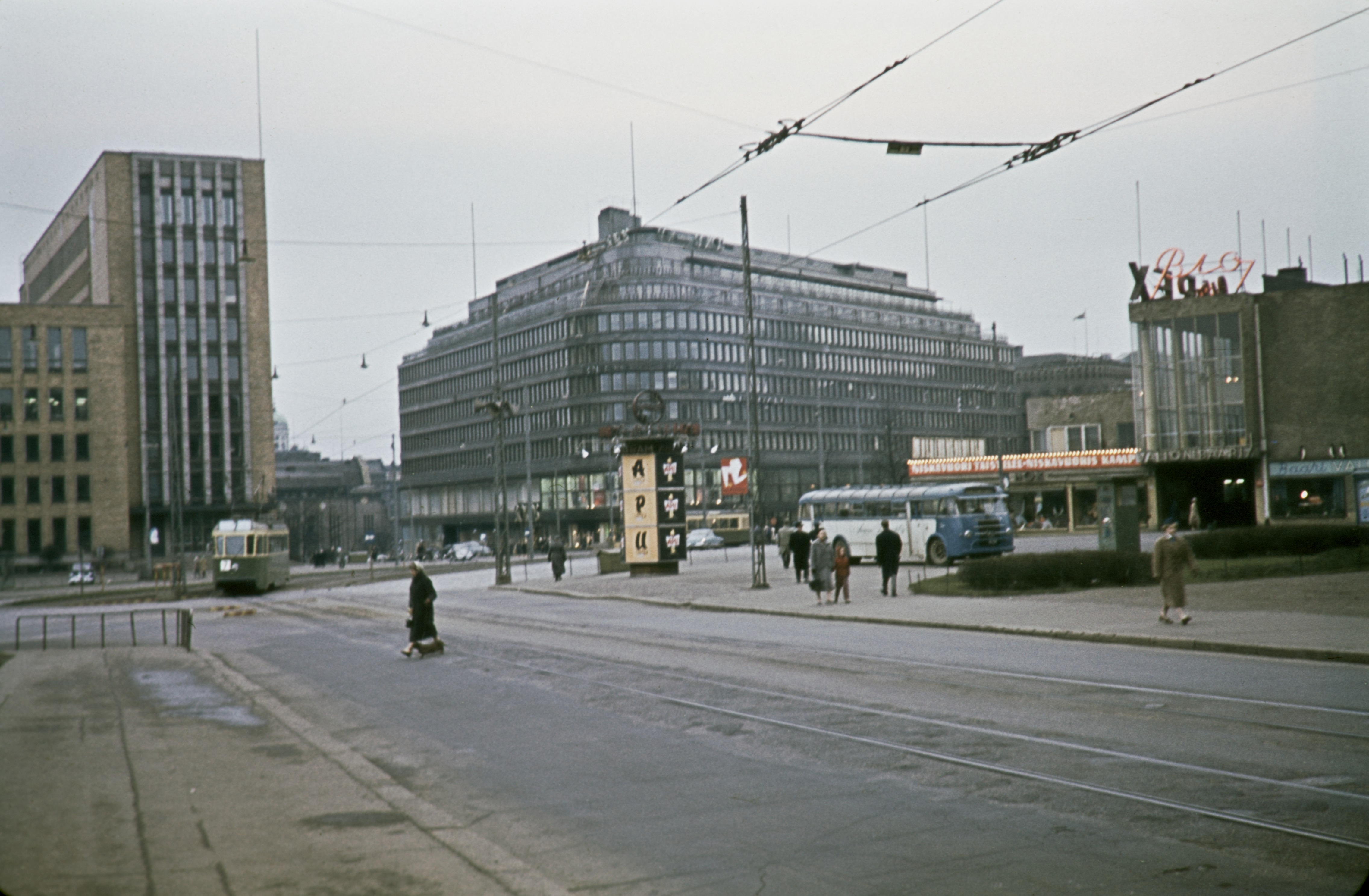
Mannerheimplatsen och Paasikiviplatsen, med Posthuset och Sokos-huset i bakgrunden, sedda från Arkadiagatan, 1950
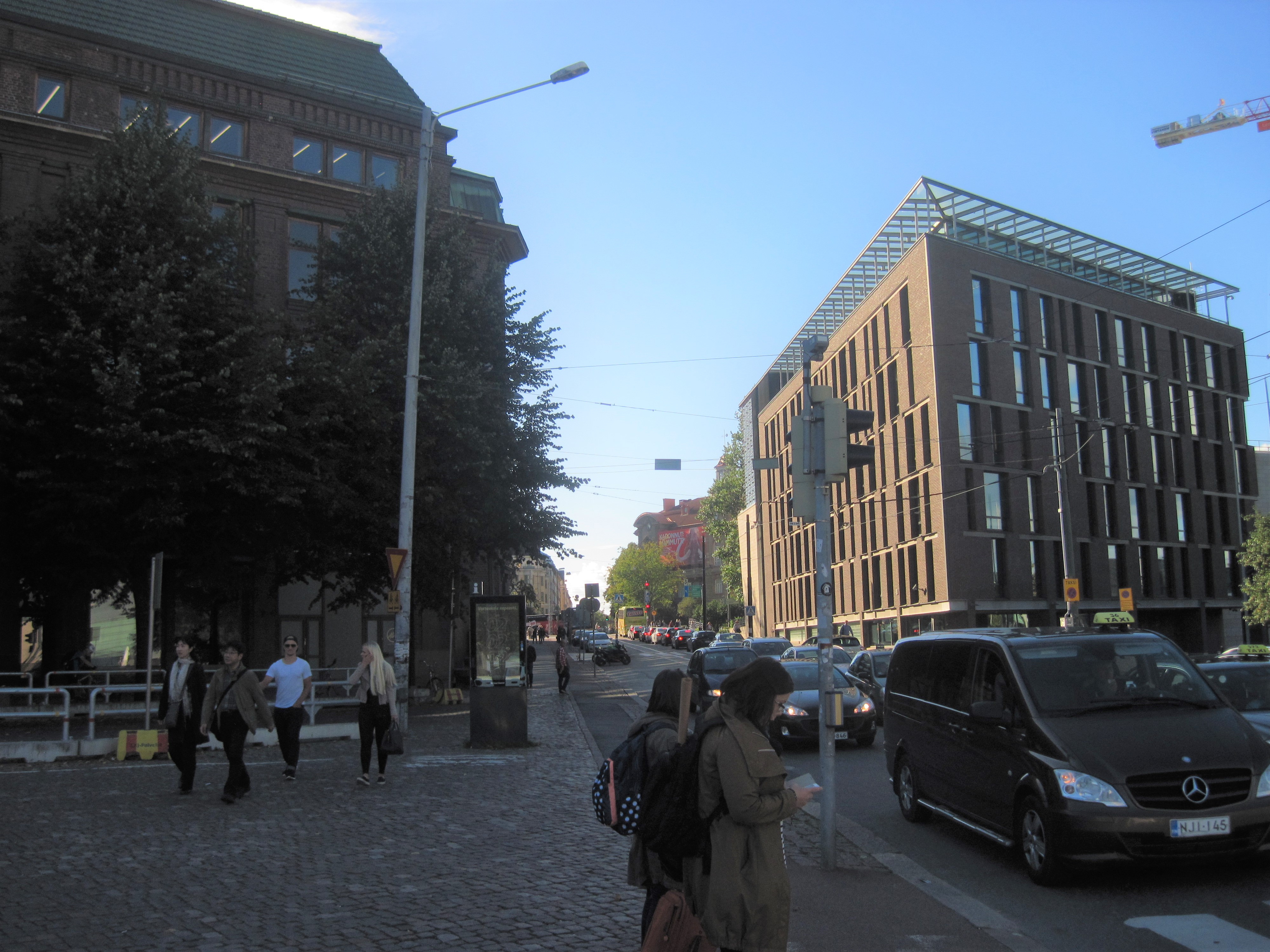
Arkadiagatan med Lilla parlamentet mittemot Paasikiviplatsen, 2016
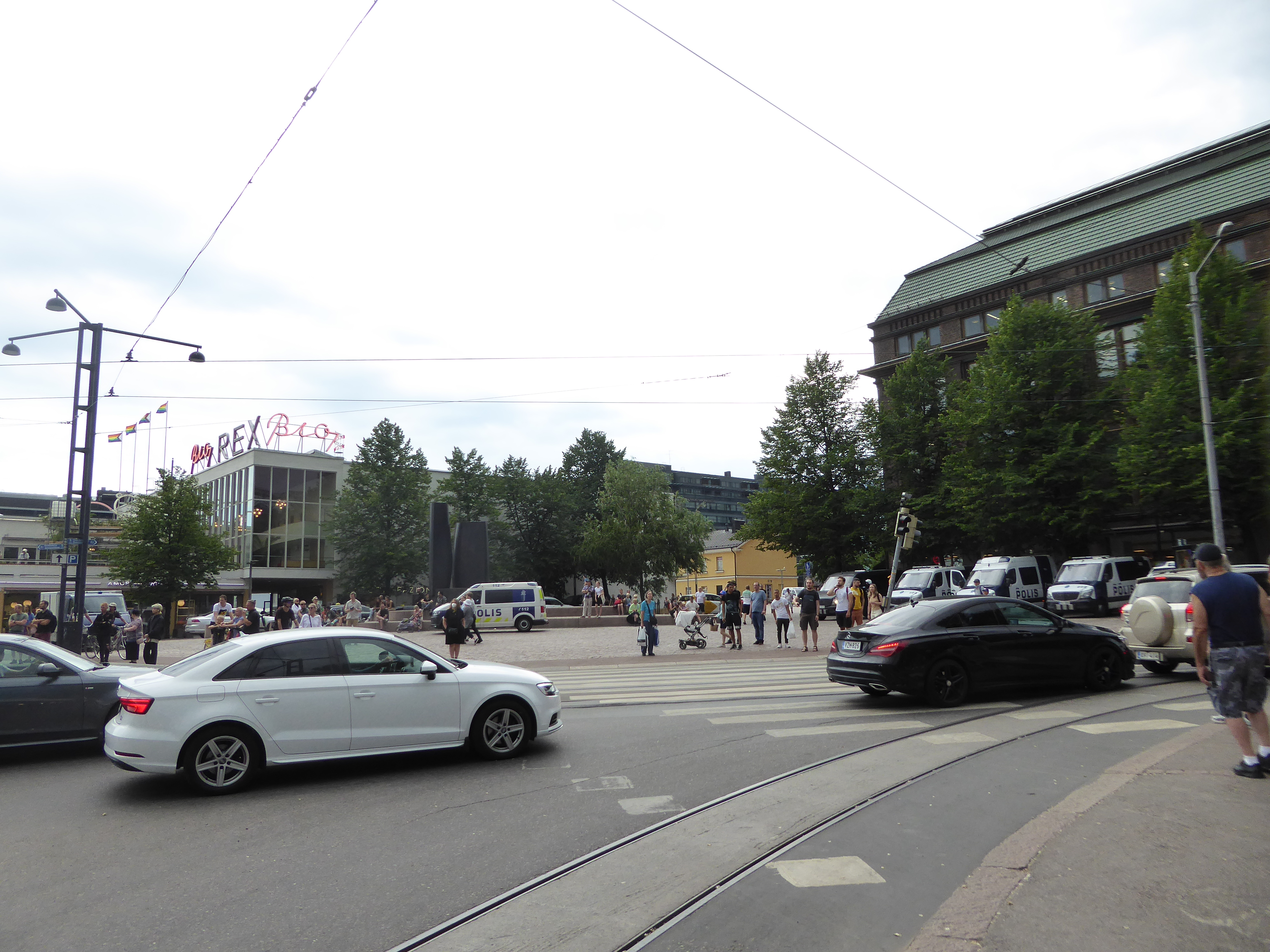
Paasikiviplatsen mot Glaspalatset, 2021